# James Cooke Brown
James Cooke Brown (21 de julio de 1921-13 de febrero de 2000) fue un sociólogo y autor de ciencia ficción estadounidense. Destaca por crear el lenguaje construido Loglan y por diseñar el juego de mesa Careers de Parker Brothers.
La novela de Brown El incidente de la Troika (Doubleday, 1970) describe una base mundial de conocimiento libre similar a Internet.  La novela comienza con la creencia de que el mundo está en vísperas de la autodestrucción, pero luego presenta un mundo dentro de un siglo que es un paraíso de paz y prosperidad, todo ello basado en ideas, movimientos y conocimientos actualmente disponibles en el mundo.  En su estructura metaficcional, la novela es una llamada al cambio social, no a través de la revolución sino de la educación libre y la resistencia del ingenio humano.  Agotada hace tiempo y relativamente rara, en 2012 se publicó una versión en libro electrónico (Amazon Kindle) de la novela.  La novela preveía que todos los libros y publicaciones periódicas se vieran en dispositivos electrónicos portátiles llamados «lectores» en el año 2070, cuando está ambientada.
Entre otros logros, Brown diseñó y construyó un velero de tres cascos, llamado trimarán.  Utilizó este barco para navegar por muchas partes del mundo.
Durante un crucero por Sudamérica con su esposa, Brown fue ingresado en un hospital de Argentina, donde falleció a la edad de 78 años.

### Ciencia ficción
- «El emisario», Astounding Science Fiction
- La máquina del amor, Fantastic Universe[7]
- El incidente de la Troika: A Tetralogue In Two Parts, Doubleday, 1970

### Sociología
- Cooperative group formation: a problem in social engineering, Universidad de Minnesota, 1951[8]
- El mercado de trabajo del futuro: Using Computers to Humanize Economies, James Cooke Brown, M.E. Sharpe, 2001, ISBN 978-0-7656-0733-1.
- Paternity, Jokes and Song : A Possible Evolutionary Scenario for the Origin of Mind and Language, Brown J. C.; Greenhood W., 1983, vol. 8, no2, pp. 7-53 (5 p.), Journal of Social and Biological Structures, ISSN 0748-772X

### Loglan
- Loglan 1: un lenguaje lógico, James Cooke Brown, Loglan Institute, 1975
- Loglan 2: métodos de construcción, James Cooke Brown, Loglan Institute, University Microfilms, 1981
- Loglan 3: speaking Loglan : programmed textbook on the phonology, basic vocabulary, and grammar of the simple Loglan sentence, James Cooke Brown, Lujoye Fuller Brown, Loglan Institute, University Microfilms, 1965
- Loglan 4: a Loglan-English dictionary, James Cooke Brown, Lujoye Fuller Brown, Loglan Institute, 1970
- Loglan 5: diccionario inglés-Loglan, James Cooke Brown, Lujoye Fuller Brown, Loglan Institute, University Microfilms, 1981
- Loglan 4 & 5: a Loglan-English/English-Loglan dictionary, James Cooke Brown, Loglan Institute, 1975